# Clarence Seedorf
Clarence Clyde Seedorf (* 1. April 1976 in Paramaribo, Suriname) ist ein ehemaliger niederländischer Fußballspieler und heutiger -trainer. Er wurde mehrfach Meister und Pokalsieger in den Niederlanden, Spanien und Italien. Seedorf gewann unter anderem vier Champions-League-Titel und ist der einzige Spieler in der Geschichte des Wettbewerbs, dem dies mit drei verschiedenen Vereinen gelang. Von August 2018 bis Juli 2019 war Seedorf Cheftrainer der kamerunischen Nationalmannschaft.

## Jugend
Clarence Clyde Seedorf wurde am 1. April 1976 in Paramaribo, der Hauptstadt Surinames, geboren. Seedorfs Vorfahren hatten während der niederländischen Kolonialzeit auf der Plantage Berg en Dal gearbeitet. Als er zwei Jahre alt war, wanderte die Familie in die Niederlande aus und zog nach Almere (Provinz Flevoland), eine Planstadt unweit von Amsterdam. Vater Johan Seedorf ist ein ehemaliger Fußballer und Spielervermittler, der seine Sportbegeisterung auf seine drei Söhne Clarence, Jurgen (* 1980) und Chedric (* 1983) übertragen hatte. Ab dem sechsten Lebensjahr spielte Seedorf zunächst für die lokalen Jugendvereine VV AS '80 und Real Almere, bevor er 1986 in die renommierte Jugendakademie des Rekordmeisters Ajax Amsterdam aufgenommen wurde.

## Vereinskarriere

### Ajax Amsterdam
Noch als Jugendspieler rückte Seedorf während der Saison 1992/93 in den Profikader auf und bestritt am 28. November 1992 beim 3:0-Auswärtssieg gegen den FC Groningen sein erstes Spiel in der Eredivisie. Mit 16 Jahren und 242 Tagen war Seedorf zum damaligen Zeitpunkt jüngster Ajax-Debütant und galt als eines der größten Talente des Landes. Unter Trainer Louis van Gaal setzte sich Seedorf schon als Teenager im rechten Mittelfeld durch und spielte an der Seite seines Kindheitsidols Frank Rijkaard. Er war Teil einer Goldenen Generation herausragender Jugendspieler wie Patrick Kluivert, Edgar Davids, Michael Reiziger oder Frank und Ronald de Boer, die allesamt aus dem eigenen Nachwuchsbereich stammten und erhielt zweimal die Auszeichnung als bester Nachwuchsspieler der Niederlande (1993, 1994). Mit Ajax gewann der Jungstar zweimal die nationale Meisterschaft (1993/94, 1994/95) sowie einmal den KNVB-Pokal (1993). Insgesamt absolvierte Seedorf 65 Partien in der Eredivisie und erzielte dabei elf Tore. Die sportliche Krönung der Ära folgte am 24. Mai 1995, als Seedorf mit dem Klub den größten Erfolg der jüngeren Klubgeschichte feierte und durch einen 1:0-Sieg über die AC Mailand die prestigeträchtige UEFA Champions League gewann. Seedorf war im Finale nach 54 Minuten ausgewechselt worden.

### Sampdoria Genua
Mit 19 Jahren wagte Seedorf den Sprung ins Ausland und wechselte am 11. Juli 1995 zu Sampdoria Genua in die italienische Serie A. Die Ablösesumme lag bei umgerechnet sieben Millionen D-Mark. Seedorf zählte auf Anhieb zu den Stammkräften (32 Spiele, 3 Tore), die Saison 1995/96 verlief für Sampdoria allerdings enttäuschend, da der Klub als Tabellenachter die Qualifikation für den Europapokal klar verfehlte.

### Real Madrid
Trotz einer enttäuschenden Europameisterschaft wurde Seedorf zum 1. Juli 1996 für umgerechnet 17,6 Millionen D-Mark von Spaniens Rekordmeister Real Madrid verpflichtet. Seedorf unterzeichnete einen Sechsjahresvertrag und der Klub schrieb die Ablöse auf 183 Millionen Mark fest – eine für damalige Verhältnisse nahezu astronomische Summe. Bei den Königlichen erhielt er das Trikot mit der Rückennummer 10 und spielte im zentralen Mittelfeld an der Seite des Argentiniers Fernando Redondo. Auf dem Platz präsentierte sich der vielseitige Neuzugang als unermüdlicher Antreiber und technisch versierter Spielgestalter, zu dessen Stärken Übersicht und Spielverständnis zählten. Sein erstes Tor erzielte Seedorf ausgerechnet im Stadtderby gegen Atlético Madrid, als er den gegnerischen Torwart durch einen spektakulären Distanzschuss aus 40 Metern Entfernung überwand (4:1-Sieg am 20. Spieltag). Gleich in seiner Auftaktsaison 1996/97 wurde Seedorf, der in 38 von 42 Spielen zum Einsatz gekommen war und dabei sechs Tore erzielt hatte, an der Seite weiterer Ausnahmespieler wie Raúl, Davor Šuker oder Roberto Carlos spanischer Meister. In der folgenden Spielzeit (1997/98) verpassten die Madrilenen die angestrebte Titelverteidigung zwar deutlich, beendeten jedoch eine Wartezeit von 32 Jahren und gewannen am 20. Mai 1998 unter Jupp Heynckes die ersehnte UEFA Champions League. Ausgerechnet in der Amsterdam Arena wurde Juventus Turin mit 1:0 bezwungen. Seinen zweiten Erfolg in der Königsklasse kommentierte Seedorf rückblickend: „Der Titel war sehr hart erspielt und hatte für den Klub eine immense Bedeutung. Das macht ihn außergewöhnlich.“ Am 1. Dezember 1998 folgte der Gewinn des Weltpokals durch einen 2:1-Sieg über den brasilianischen Klub CR Vasco da Gama. Anschließend verlief seine Karriere in Spanien weniger erfolgreich und er gewann keinen weiteren Titel. Vielmehr führten unbeständige Leistungen sowie sein Beharren auf einer zentralen Mittelfeldposition, obwohl die Trainer ihn auf dem ungeliebten rechten Flügel einsetzten, dazu, dass Seedorf seinen Abschied forcierte. Nach 159 Pflichtspielen (20 Tore) in dreieinhalb Jahren endete Seedorfs Engagement bei Real Madrid im Dezember 1999.

### Inter Mailand
Zum 1. Januar 2000 wechselte Seedorf für eine Transfersumme von 24,5 Millionen Euro zu Inter Mailand und kehrte nach Italien zurück. Mit den Nerazzurri erreichte er kurz darauf das Finale der Coppa Italia und erzielte bei der 1:2-Niederlage im Hinspiel gegen Lazio Rom das Tor. Doch ähnlich wie während der letzten Monate in Madrid, blieb er hinter den Erwartungen zurück, obwohl er von Trainer Marcello Lippi auf seiner Lieblingsposition im zentralen Mittelfeld eingesetzt wurde. Inter befand sich in einer Phase der sportlichen Neuorientierung und trotz teurer Neuverpflichtungen des Präsidenten Massimo Moratti feierte Seedorf mit dem Klub keine Erfolge. 2001/02 wurde die italienische Meisterschaft nach einem verheißungsvollen Saisonstart mit zwei Punkten Rückstand auf die AS Rom knapp verpasst und Inter landete auf dem dritten Platz. Am 26. Spieltag hatte Seedorf im Derby d’Italia gegen Juventus Turin seine wohl beste Partie abgeliefert und mit zwei Distanzschüssen einen Doppelpack erzielt (Endstand 2:2). Während seines Engagements kursierten in der Boulevardpresse Gerüchte über eine angebliche Affäre Seedorfs mit Milene Domingues, der Freundin seines Mannschaftskameraden Ronaldo. In zweieinhalb Jahren absolvierte er 64 Erstligaspiele und erzielte acht Tore.

### AC Mailand

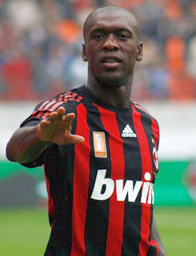
Clarence Seedorf im Trikot der AC Mailand (2008)

In der Saison 2002/03 wechselte er im Austausch für Francesco Coco zum Lokalrivalen AC Mailand. Dort fand er sich schnell zurecht und wurde von Trainer Carlo Ancelotti als Stammspieler in einem spiel- und kampfstarken Mittelfeld mit Andrea Pirlo und Gennaro Gattuso eingesetzt, die den Mann hinter den Spitzen, meistens den Brasilianer Kaká, unterstützen und abschirmen sollten.
In seinem ersten Jahr gewann sein neuer Klub zum sechsten Mal in der Vereinsgeschichte die Champions League. Mit dem im Old-Trafford-Stadion von Manchester United errungenen Sieg im Elfmeterschießen gegen den Ligakonkurrenten Juventus Turin ist Seedorf der bislang einzige Spieler, der mit drei verschiedenen Klubs die Champions League gewann. Das Triple wurde durch einen Leistungseinbruch in der Serie A verpasst, zumindest gelang es, den italienischen Pokal zu gewinnen.
In der folgenden Saison war Seedorf der Schlüsselspieler in der hochkarätig besetzten Mannschaft der AC Mailand, die den 17. Meistertitel der Vereinsgeschichte vor der AS Rom gewann. In der Champions League setzte sich im Viertelfinale Deportivo La Coruña durch.
In der Saison 2004/05 wurde er mit Mailand Vizemeister. Nach einem glücklichen Weiterkommen im Halbfinale der Champions League gegen den niederländischen Meister PSV Eindhoven verlor die Mannschaft das Finale in Istanbul gegen den FC Liverpool nach Elfmeterschießen.
Zur Saison 2006/07 übernahm er das Trikot mit der Nummer 10 von Rui Costa, der nach zwölf Jahren in der Serie A wieder zurück nach Portugal wechselte. Das erneute Champions-League-Finale gegen den FC Liverpool gewann er mit Milan im Jahr 2007 mit 2:1.
Nach Auslaufen seines Vertrages bei der AC Mailand zum Ende Saison 2011/12 verließ Seedorf den Verein.

### Botafogo FR
Im Sommer 2012 wechselte Seedorf zu Botafogo FR nach Brasilien. Bis März 2013 erzielte er in 33 Spielen 13 Tore.

## Nationalmannschaft
Am 14. Dezember 1994 debütierte Seedorf mit 18 Jahren für die niederländische Nationalmannschaft und schoss beim 5:0-Sieg über Luxemburg ein Tor. 1996 war er der zweitjüngste Spieler im Aufgebot der Niederlande für die Europameisterschaft und stand in allen Gruppenspielen in der Startaufstellung. Im Viertelfinale gegen Frankreich war Seedorf die tragische Figur, als er im Elfmeterschießen verschoss und die Niederländer ausschieden. Während des Turniers in England stand Seedorf im Zentrum eines Generationenkonflikts innerhalb der Mannschaft. Hintergrund war ein Streit zwischen den weißen und dunkelhäutigen Spielern. Dabei fühlte sich die als de kabel titulierte Gruppe von Profis surinamischer Abstammung ungerecht behandelt – namentlich ging es um Seedorf, Edgar Davids, Patrick Kluivert, Winston Bogarde und Michael Reiziger. Es stand der Vorwurf im Raum, Bondscoach Guus Hiddink würde weiße Akteure bevorzugen.
Obwohl sich Seedorf den Ruf eines streitbaren Charakters erworben hatte, zählte er zu den besten Mittelfeldspielern des Landes und spielte weiterhin für Oranje. Hiddink nominierte ihn für das niederländische Aufgebot der WM 1998. Während des Turniers wurde Seedorf viermal eingesetzt, setzte allerdings kaum Akzente und stand im Schatten des formstarken Edgar Davids. Die stark aufspielenden Niederländer scheiterten in einem packenden Halbfinale an Brasilien und belegten am Ende den vierten Platz. Im Jahr 2000 waren Belgien und die Niederlande Austragungsort der Europameisterschaft. Die hoch gelobte Elftal zählte als Gastgeber zu den Turnierfavoriten und wurde ihrer Rolle über weite Strecken gerecht. Seedorf spielte allerdings nur eine Nebenrolle und kam lediglich zu zwei Einsätzen. Im Halbfinale scheiterten die Niederländer an Italien und verloren erneut nach Elfmeterschießen. Trotz einer Vielzahl an internationalen Spitzenspielern, scheiterte die Mannschaft in der WM-Qualifikation für das Turnier 2002. Seedorf bekam nach diesem Debakel von Teilen der niederländischen Fans und der Sportpresse den Vorwurf zu hören, nicht mit dem gleichen Eifer wie bei seinen Vereinen aufzutreten und seine Spielweise wirke phlegmatisch. Insgesamt habe er nicht das beste aus seinen Möglichkeiten gemacht und er müsse in der Nationalmannschaft wesentlich mehr Führungspersönlichkeit zeigen.
Insgesamt kam Seedorf auf 86 Einsätze und 11 Tore. Er nahm an den Europameisterschaften 1996, 2000 und 2004 teil, bei denen er – mit Ausnahme der EM '96 – jeweils das Halbfinale erreichte. Für die WM 2006 wurde er von dem damaligen Bonds-Coach Marco van Basten nicht in den Kader berufen.
Im November 2006 wurde Seedorf für die Partie gegen England nach zwei Jahren Abstinenz als Ersatz für den kurzfristig verletzt ausgefallenen Wesley Sneijder wieder in die Nationalmannschaft berufen. Kurz vor der Fußball-Europameisterschaft 2008 trat Seedorf zurück, da er zu wenig Vertrauen von Marco van Basten erhalten hatte.

## Saisonstatistik
| Verein          | Liga             | Saison          | Liga   | Liga | Nat. Pokal | Nat. Pokal | Europapokal | Europapokal | Andere | Andere | Gesamt | Gesamt |
| Verein          | Liga             | Saison          | Spiele | Tore | Spiele     | Tore       | Spiele      | Tore        | Spiele | Tore   | Spiele | Tore   |
| --------------- | ---------------- | --------------- | ------ | ---- | ---------- | ---------- | ----------- | ----------- | ------ | ------ | ------ | ------ |
| Ajax Amsterdam  | Eredivisie       | 1992/93         | 12     | 1    | 3          | 0          | 3           | 0           | –      | –      | 18     | 1      |
| Ajax Amsterdam  | Eredivisie       | 1993/94         | 19     | 4    | 3          | 0          | 2           | 0           | –      | –      | 24     | 4      |
| Ajax Amsterdam  | Eredivisie       | 1994/95         | 34     | 6    | 3          | 0          | 11          | 0           | –      | –      | 48     | 6      |
| Gesamt          | Gesamt           | Gesamt          | 65     | 11   | 9          | 0          | 16          | 0           | –      | –      | 90     | 11     |
| Sampdoria Genua | Serie A          | 1995/96         | 32     | 3    | 2          | 1          | –           | –           | –      | –      | 34     | 4      |
| Gesamt          | Gesamt           | Gesamt          | 32     | 3    | 2          | 1          | –           | –           | –      | –      | 34     | 4      |
| Real Madrid     | Primera División | 1996/97         | 38     | 6    | 4          | 0          | –           | –           | –      | –      | 42     | 6      |
| Real Madrid     | Primera División | 1997/98         | 36     | 6    | 2          | 1          | 11          | 0           | –      | –      | 49     | 7      |
| Real Madrid     | Primera División | 1998/99         | 37     | 3    | 5          | 1          | 10          | 3           | –      | –      | 52     | 7      |
| Real Madrid     | Primera División | 1999/00         | 10     | 0    | –          | –          | 6           | 0           | –      | –      | 16     | 0      |
| Gesamt          | Gesamt           | Gesamt          | 121    | 15   | 11         | 2          | 27          | 3           | –      | –      | 159    | 20     |
| Inter Mailand   | Serie A          | 1999/00         | 20     | 3    | 5          | 2          | –           | –           | –      | –      | 25     | 5      |
| Inter Mailand   | Serie A          | 2000/01         | 24     | 2    | 5          | 0          | 7           | 3           | –      | –      | 36     | 5      |
| Inter Mailand   | Serie A          | 2001/02         | 20     | 3    | 2          | 1          | 10          | 0           | –      | –      | 32     | 4      |
| Gesamt          | Gesamt           | Gesamt          | 64     | 8    | 12         | 3          | 17          | 3           | –      | –      | 93     | 14     |
| AC Mailand      | Serie A          | 2002/03         | 29     | 4    | 3          | 2          | 15          | 1           | 1      | 0      | 48     | 7      |
| AC Mailand      | Serie A          | 2003/04         | 29     | 3    | 6          | 0          | 10          | 0           | –      | –      | 45     | 3      |
| AC Mailand      | Serie A          | 2004/05         | 32     | 5    | 4          | 1          | 13          | 1           | –      | –      | 49     | 7      |
| AC Mailand      | Serie A          | 2005/06         | 36     | 4    | 2          | 2          | 11          | 1           | –      | –      | 49     | 6      |
| AC Mailand      | Serie A          | 2006/07         | 32     | 7    | 5          | 0          | 14          | 3           | –      | –      | 51     | 10     |
| AC Mailand      | Serie A          | 2007/08         | 32     | 7    | –          | –          | 8           | 3           | 2      | 0      | 42     | 10     |
| AC Mailand      | Serie A          | 2008/09         | 33     | 5    | 1          | 0          | 7           | 0           | –      | –      | 41     | 5      |
| AC Mailand      | Serie A          | 2009/10         | 29     | 5    | –          | –          | 8           | 1           | –      | –      | 37     | 6      |
| AC Mailand      | Serie A          | 2010/11         | 30     | 4    | 1          | 0          | 8           | 0           | 1      | 0      | 41     | 4      |
| AC Mailand      | Serie A          | 2011/12         | 18     | 3    | 3          | 1          | 8           | 0           | –      | –      | 29     | 4      |
| Gesamt          | Gesamt           | Gesamt          | 300    | 47   | 25         | 5          | 102         | 10          | 4      | 0      | 431    | 63     |
| Botafogo FR     | Série A          | 2012            | 24     | 8    | –          | –          | –           | –           | –      | –      | 24     | 8      |
| Botafogo FR     | Série A          | 2013            | 34     | 8    | –          | –          | –           | –           | 1      | 1      | 35     | 8      |
| Gesamt          | Gesamt           | Gesamt          | 58     | 16   | –          | –          | –           | –           | 1      | 1      | 59     | 17     |
| Karriere Gesamt | Karriere Gesamt  | Karriere Gesamt | 640    | 100  | 59         | 11         | 162         | 16          | 5      | 1      | 865    | 128    |

## Trainerlaufbahn
Mitte Januar 2014 beendete Seedorf seine Spielerkarriere und wurde Cheftrainer des AC Mailand als Nachfolger des zuvor entlassenen Massimiliano Allegri. Die ersten zwei Ligaspiele gewann das Team unter seiner Führung. Am 9. Juni desselben Jahres wurde er entlassen, nachdem man die Saison auf dem 8. Tabellenplatz beendet hatte.
Ab Juli 2016 trainierte Seedorf den chinesischen Zweitligisten FC Shenzhen. Im Dezember 2016 trennte sich Shenzhen von Seedorf. Ab dem 5. Februar 2018 trainierte Seedorf den spanischen Erstligisten Real Club Deportivo La Coruña. Nach der Saison wurde er entlassen, da die Mannschaft in die zweite Liga abgestiegen war.
Von August 2018 bis Juli 2019 war Seedorf Cheftrainer der kamerunischen Nationalmannschaft.

## Titel und Auszeichnungen
Seedorf ist der bisher einzige Spieler, der die Champions League mit drei Vereinen gewann.
International
- Champions-League-Sieger (4): 1995 (Ajax Amsterdam), 1998 (Real Madrid), 2003, 2007 (beide AC Mailand)
- Klub-Weltmeister: 2007 (AC Mailand)
- Weltpokalsieger: 1998 (Real Madrid)
- UEFA-Super-Cup-Sieger (2): 2003, 2007 (beide AC Mailand)

Niederlande
(alle Ajax Amsterdam)
- Meister (2): 1994, 1995
- Pokalsieger: 1993
- Supercupsieger (2): 1993, 1994

Spanien
(alle Real Madrid)
- Meister: 1997
- Supercupsieger: 1997

Italien
(alle AC Mailand)
- Meister (2): 2004, 2011
- Pokalsieger: 2003
- Supercupsieger (2): 2004, 2011

Brasilien
- Staatsmeister von Rio de Janeiro: 2013 (Botafogo FR)

Auszeichnungen
- Aufnahme in die FIFA 100
- UEFA Club Football Awards Bester Mittelfeldspieler: 2007
- UEFA Team of the Year: 2002, 2007
- Silberner Ball der FIFA-Klub-Weltmeisterschaft: 2007
- Walther-Bensemann-Preis: 2021

## Privates
Aufgrund von vielen sozialen Engagements und seiner sehr fairen Spielweise wird er von vielen als Vorbild angesehen. Er spricht fünf Sprachen: Englisch, Italienisch, Spanisch, Surinamisch und Niederländisch.
Am 4. März 2022 gab Seedorf bekannt, dass er in Abu Dhabi zum Islam konvertiert sei.